# Musztafa Sukrí
Musztafa Sukrí (arabul: مصطفى شكري) (Casablanca, 1947 vagy 1945 – ?, 1980. január 22.) marokkói válogatott labdarúgó.

## Pályafutása

### Klubcsapatban
1966 és 1975 között a Raja Casablanca játékosa volt. Később játszott még a Widad AC és a Szaúd-arábiai Al Wehda Club csapataiban.

### A válogatottban
1970 és 1974 között szerepelt a marokkói válogatottban. Részt vett az 1970-es világbajnokságon. A Bulgária elleni csoportmérkőzésen csereként lépett pályára.

## Külső hivatkozások
- Musztafa Sukrí – a FIFA adatbázisában
- Musztafa Sukrí adatlapja a National-Football-Teams.com oldalon (angolul)

- Musztafa Sukrí adatlapja a worldfootball.net oldalon (angolul)